# Pregabalin
A pregabalin epilepszia elleni gyógyszer (antiepileptikum). Gamma-Aminovajsav analóg (3-izobutil-γ-aminovajsav), de görcsoldó tulajdonsága nem a GABA-transzamináz(en) enzim gátlásán, hanem a gabapentinéhez hasonló mechanizmuson alapul. 2002-ben vezették be a klinikai gyakorlatba.

## Hatása
A pregabalin a központi idegrendszerben a feszültségfüggő kalcium csatornák egyik járulékos
alegységéhez (2. fehérjéhez) kötődik, a [3H]-gabapentint hatékonyan leszorítva.

## Készítmények
Nemzetközi forgalomban:
- Lyrica
- Neurum
- Pregalex
- Pregobin
- Pregabalin-Richter, -Teva, -Pfizer stb.

## Fordítás
- Ez a szócikk részben vagy egészben  a   Pregabalin című angol Wikipédia-szócikk fordításán alapul.  Az eredeti cikk szerkesztőit annak laptörténete sorolja fel. Ez a jelzés csupán a megfogalmazás eredetét és a szerzői jogokat jelzi, nem szolgál a cikkben szereplő információk forrásmegjelöléseként.